# Gedung Nyawa
Gedung Nyawa is een bestuurslaag in het regentschap Ogan Komering Ulu Selatan van de provincie Zuid-Sumatra, Indonesië. Gedung Nyawa telt 968 inwoners (volkstelling 2010).